# 철저한 종말론
철저한 종말론(徹底 終末論, 영어: consistent eschatology)은  알버트 슈바이처가 주장한 개념이다. 그는 예수의 생애와 관련된 역사적 문제에 대한 해결책을 제시하기 위해 철저한 종말론의 개념을 사용했다. 요하네스 바이스(J. Weiß)에 의해서도 주장된 철저한 종말론은 예수의 선포, 또한 그의 행위 및 사역은 임박한 재림을 종말론적으로 기대하는 것에 의해 지배되었다고 본다. 또한 철저한 종말론은 초기교회의 기독교 신학과 교리의 역사를 연구하는 분야와 관련되어있다. 하나님의 나라가 미래에 있지 않고 이미 예수 그리스도의 사역에서 완성되었다고 보는 실현된 종말론과 대조적인 개념이다. 철저한 종말론과 실현된 종말론의 종합을 통하여 시작된 종말론으로 발전되었다.

## 같이 보기
- 기독교 종말론
- 실현된 종말론
- 시작된 종말론
- 미래 종말론
- 종말론